# Union Maids
Union Maids (übersetzt „Gewerkschaftsfrauen“) ist ein US-amerikanischer Dokumentarfilm von Jim Klein, Julia Reichert und Miles Mogulescu. Der Schwarzweißfilm porträtiert drei Gewerkschaftlerinnen, die in den 1930er Jahren in Chicago aktiv waren.

## Inhalt
Der Film zeigt Ausschnitte aus Einzelinterviews der drei Frauen Kate Hyndman, Stella Nowicki und Sylvia Woods. Die Interviewer sind hörbar und manchmal auch sichtbar. Ausschnitte der drei Interviews wechseln einander ab und werden unterbrochen von historischem Filmmaterial aus der beschriebenen Zeit.
Die Frauen berichten über ihr Leben und insbesondere ihre Erfahrungen mit dem Arbeitskampf in den 1930er Jahren. So schildert Woods einen Sitzstreik in einer Wäscherei und Nowicki den regelmäßigen Stillstand der Förderbänder in den Chicago Stock Yards. Hyndman, die ebenfalls in den Stock Yards arbeitete, wurde entlassen, nachdem sie einen Artikel für Daily Worker geschrieben hatte. 
Zum Schluss geben die Frauen an, im Rückblick zufrieden mit ihrem Leben gewesen zu sein. Der Film geht auf die Entwicklung der Gewerkschaften in den 1950ern und deren aktuelle Situation ein sowie den Stand der Frauenbewegung.
Musikalisch wird der Film untermalt von Gewerkschaftsliedern wie Solidarity Forever und Union Maid.

## Hintergrund
Union Maids gehört zu einer Reihe von Filmen, welche seit Ende der 1960er Jahre im Zuge der erstarkenden US-amerikanischen Frauenbewegung entstanden und die Frauen und ihre Lebensumstände sichtbarer machten. Auch die Technik, Interviews und historisches Filmmaterial zu verwenden, war zu jener Zeit recht verbreitet und orientierte sich oft an dem Vorbild In the Year of the Pig (1968).
Jim Klein und Julia Reichert arbeiteten in den 1970er Jahren regelmäßig zusammen und waren auch privat ein Paar. Sie definierten sich als radikale Filmschaffende, die mit ihrer Arbeit zum Fortschritt der Gesellschaft beitragen wollen. 1971 unterstützten sie die Gründung des bis heute tätigen Filmverleihs New Day Films, der vor allem Hochschulen, öffentliche Bibliotheken etc. versorgt und auch Union Maids im Verleih hat. Union Maids war Klein und Reicherts dritter größerer gemeinsamer Film nach der feministischen Dokumentation Growing Up Female (1971) und Methadone: An American Way of Dealing (1975). 
Der Film basiert auf der 1973 von Alice und Staughton Lynd veröffentlichten Oral-History-Publikation Rank and File. Personal Histories of Working-Class Organizers, welche sich mit der amerikanischen Gewerkschaftsbewegung in den 1930ern und 1940ern beschäftigt. Dabei konzentrierte sich Union Maids auf eine Auswahl der interviewten Personen, drei in Chicago aktive Gewerkschafterinnen der CIO.
Die Idee, drei Frauen aus Rank and File zum Thema eines Films zu machen, stammte von Miles Mogulescu. Da die Autoren des Buches die Adresse der Gewerkschaftlerinnen kannten, war die Kontaktaufnahme unkompliziert. Die Frauen erklärten sich zu einer Befragung ohne Einschränkungen bereit, außer dass zwei von ihnen nicht als Kommunisten bezeichnet werden wollten, unter anderem aus der Sorge heraus, deswegen entlassen zu werden. Die Ausschnitte für den Film wurden letztlich aus drei Stunden Interview-Aufnahmen ausgewählt. Auf die Interviews folgten die Sichtung von Archivmaterial und eine neun Monate andauernde Recherche-Phase, in der sich die Filmemacher mit der Geschichte der Gewerkschaften auseinandersetzten, über die sie vorher nur wenig wussten.
Die Produktionskosten betrugen ca. 13.000 Dollar, davon kamen 2.500 von der Rabinowitz Foundation und 1.000 Dollar vom Film Fund. Den Großteil der Kosten beglichen Klein und Reichert mit ihren Einnahmen aus Growing Up Female.

## Rezeption
Mogulescu, Klein und Reichert waren als Regisseure und Produzenten des Films bei der Oscarverleihung 1978 in der Kategorie Bester Dokumentarfilm nominiert. Sie gewannen 1977 den Kritikerpreis des Syndicat Français de la Critique de Cinéma et des Films de Télévision im Bereich Bester Kurzfilm.
Die befragten Frauen hinterließen einen positiven Eindruck bei Filmkritikern. So urteilte Vincent Canby: „Sylvia, Stella and Kate are three naturals, characters whose hearts and minds leap off the screen with a kind of grace and nobility I haven't seen in a documentary since Jerry Bruck's "I.F. Stone's Weekly.“ (dt.: „Sylvia, Stella und Kate sind drei Naturtalente, Charaktere, deren Herzen und Verstand vom Bildschirm herüberspringen mit einer Anmut und Vornehmheit, wie ich sie seit Jerry Brucks I.F. Stone's Weekly nicht mehr in einer Dokumentation gesehen habe.“)
Marina Burke kritisiert in Ian Aitkens Encyclopedia of the Documentary Film, dass der Film zwar am besten als Geschichte von drei Heldinnen der Arbeiterklasse funktioniere, aber durch das Konzentrieren auf drei außergewöhnliche Frauen die Realität verleugne, in der Frauen vor allem im nicht gewerkschaftlich organisierten Büro- und Dienstleistungsbereich arbeiteten. Zudem drücke Union Maids sich um die Frage herum, ob die Interviewten Beziehungen zur Kommunistischen Partei hatten. Damit schwäche er sowohl seinen dokumentarischen als auch seinen radikalen Standpunkt.
2022 wurde Union Maids in das National Film Registry aufgenommen, ein Verzeichnis US-amerikanischer Filme, die als besonders erhaltenswert angesehen werden.